# محمد الكاظم
محمد الكاظم (من مواليد 1968) هو قاص وروائي وكاتب صحفي واكاديمي عراقي له عدد من الإصدارات أبرزها مجموعته القصصية «وطن عيار 7.62 ملم» التي فازت بجائزة الطيب صالح العالمية للإبداع الكتابي ومجموعته القصصية «لا تقولي لأمي أن مير لم يصل» التي حصلت على مسابقة الإبداع في فرع السرد، ومجموعة «12 سبتمبر» التي حصلت على جائزة الشارقة للإبداع العربي، ومجموعة «طواسين زرقاء» التي فازت بجائزة دبي الثقافية ، كما صدرت له كتاباتٌ في مجال الفكر والإعلام والسياسة.
قدَّم الكاظم عددًا من البرامج التلفزيونيّة في مجموعةٍ من القنوات الفضائيّة، ومنها برنامج «رئيس التحرير» الذي قدّمه لخمسِ سنواتٍ، وبرنامج «الملحق» فضلًا عن برنامج «دولة الرئيس» ثمّ برنامج «مئة عام من عمر الدولة» الذي قدم منه أربعة مواسم والبرنامج الوثائقي الشهير «أسرار سقوط الموصل» وبرنامج «الحد الفاصل» وبرامج أخرى في قنوات مختلفة. يهتمُّ محمد الكاظم بالإضافةِ إلى الأدب والصحافة بمجال التراث والتحقيق والبيئة والثقافة.

## الحياة المُبكّرة والتعليم
وُلد محمد الكاظم في العراق وتلقى تعليمه الأولي في مدينة الناصرية جنوب العراق وأكمل دراسته العليا في الأدب العربي وكان يكتب الشعر وقتها. حصلَ على عضوية الاتحاد العام للأدباء والكتاب في العراق مطلع التسعينيات كشاعر، لكنه قرر فجأة ترك الشعر والتوجه نحو القصة القصيرة و‌الرواية فأنجز بعض أعماله الأولى في الرواية، لكنه اضطر لمغادرة العراق في التسعينيات، وتعرف على عالَم الصحافة فعمل في عددٍ من الصحف والمجلات العربيّةالمهمة.

## المسيرة المهنيّة

### البداية
بدأ محمّد الكاظم في نشرِ أعماله الأدبية في عدد من المطبوعات العربية ثمّ تنقلَ بين عدد من البلدان العربية للعمل في التدريس والصحافة المكتوبة، ثم عمل في التلفزيون والقنوات الفضائية التي بدأت وقتها بالانتشار وتخصَّص في مجال الأخبار، فقام بتغطية الأحداث داخل الوطن العربي وخارجه لصالح عددٍ من المحطات الفضائية. غطَّى حرب العراق عبر مجموعةٍ من البرامج التي شملت حوارات سياسيّة وانتاج إنتاجِ بعض الوثائقيات لصالح عددٍ من المحطات الفضائية.

### العمل الإعلامي
انشغلَ الكاظم بالعملِ الإعلامي والصحفي فقدم آلاف الحلقات التلفزيونية وأجرى عددًا كبيرًا (يصل الى الى الالاف) من الحوارات التلفزيونية مع نخب سياسية وأكاديمية وثقافية ودينية واجتماعية وعسكرية وغيرها، وغطَّى مجموعة من الأحداث السياسيّة كما أعدَّ عديد التقارير الإخبارية التلفزيونية المصورة في العراق لعددٍ من القنوات. استمرَّ في الوقت ذاته بكتابة المقالات وأعمدة الرأي في الصحف العراقية.

### الأدب والنشر
استمرارًا في المجال الإعلامي، قرَّر الكاظم نشر مجموعةٍ من الأعمال في مجال الأدب والتي حصلت بعضها على جوائز عربية ملحوظة، كما شاركَ في إدارة عددٍ من الفعاليات الثقافية.

## قائمة الأعمال

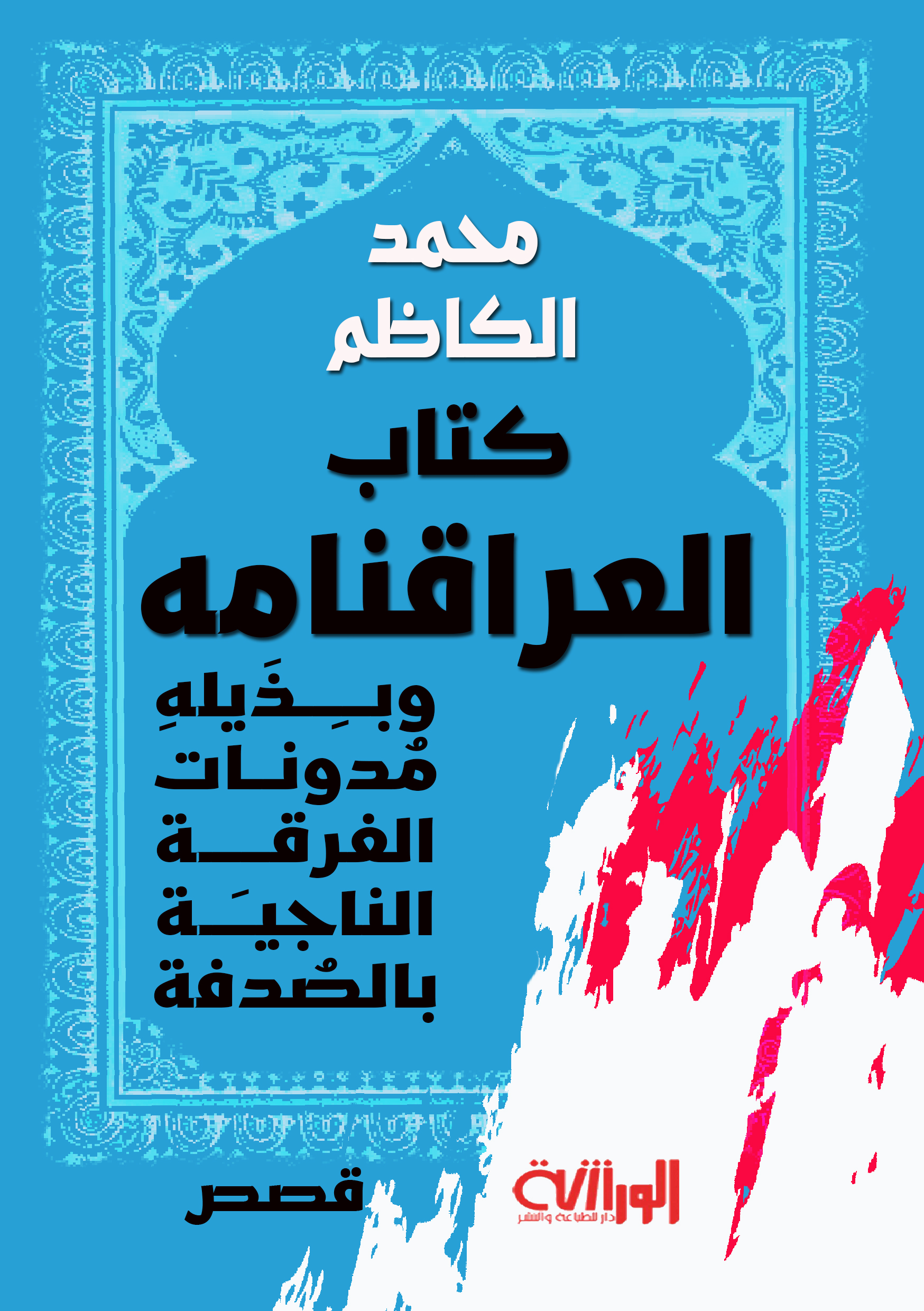
غلاف كتاب العراقنامة

هذه قائمةٌ بأبرز أعمال محمّد الكاظم:
- طواسين زرقاء (مجموعة قصصيّة)
- 12/9 (مجموعة قصصية)[9]
- وطن عيار 7.62 ملم (مجموعة قصصية)
- لا تقولي لأمي ان مير لم يصل (مجموعة قصصية)[10]
- مقبرة الغراب (مجموعة قصصية)
- الريل والشيطان (مجموعة سردية)
- احتضار بطيء (قصص صحفية عن سكان أهوار العراق وأزمة المياه)
- محطات قلقة لقطار هائج (مقالات)
- محاورات جيميناي. 80 سؤالاً عن الذكاء الاصطناعي وخيال الالات (اول كتاب يضم حواراً مع الذكاء الاصطناعي)محاوات جيميناي
- كتاب العراقنامه. وبذيله مدونات الفرقة الناجية بالصدفة( مجموعة قصصية)كتاب العراقنامه

- الصفيح والعقيق (مختارات قصصية)
- عين زجاجية وقحة (رواية)[11]

## الجوائز
فاز بجائزة الشارقة للابداع العربي في امارة الشارقة ثم فاز بجائزة الإبداع العراقي ، وترشح احد أعماله لنيل جائزة المنظمة العربية للثقافة والفنون والآداب – الألسكو، وفاز بجائزة الطيب صالح العالمية للإبداع  2013، فاز بجائزة الديوان الثقافي -2009، فاز بجائزة دبي الثقافية في القصة القصيرة 2008، فاز بجائزة دار الشؤون الثقافية العامة ، وفاز بجائزة مصطفى جمال الدين المخصصة للقصة القصيرة، فاز بجائزة دار القصة العراقية 2009، فاز جائزة الملتقى الثقافي العراقي الأول في القصة القصيرة 2005، وفاز بجائزة القصة والنقد 2007 عن الاتحاد العام للأدباء والكتاب، فاز بجائزة عزيز السيد جاسم في مجال القصة2004، فاز بجائزة أور الثقافية في القصة2006، فاز بجائزة القصة المعاصرة

## دراسات عن اعماله
- كتاب (محمد الكاظم سحر السر وخطاب التجريب في القصة القصيرة). للباحث صباح محسن كاظم وهو كتاب يحوي اكثر من 20 دراسة كتبها باحثون ونقاد عن ادب محمد الكاظم
- الانساق المضمرة في قصص محمد الكاظم (رسالة ماجستير) للباحث سجاد ابراهيم سدخان- كلية التربية- جامعة الموصل
- العلامة في قصص محمد الكاظم للباحثة سناء عمر (رسالة ماجستير) كلية التربية -جامعة كركوك
- التشكيل الفني في القصة العراقية القصيرة محمد الكاظم اختياراً (رسالة ماجستير) للباحثة هديل فيصل كلية التربية جامعة ذي قار
- هجائية السلطة السياسية ودلالاتها النسقية المضمرة في قصص محمد الكاظم دراسة أ.د علي احمد محمد و سجاد ابراهيم[14][15]</ref>

افاق التجريب والمغامرة الفنيةافاق التجريب والمغامرة الفنية
محمد الكاظم يقدم : قصص قصيرة جدا داخل قصص قصيرة و"التجريب "يخلق ظلا واسعا في مجموعة (كتاب العراقنامة )